# Sea-to-Scenery Race

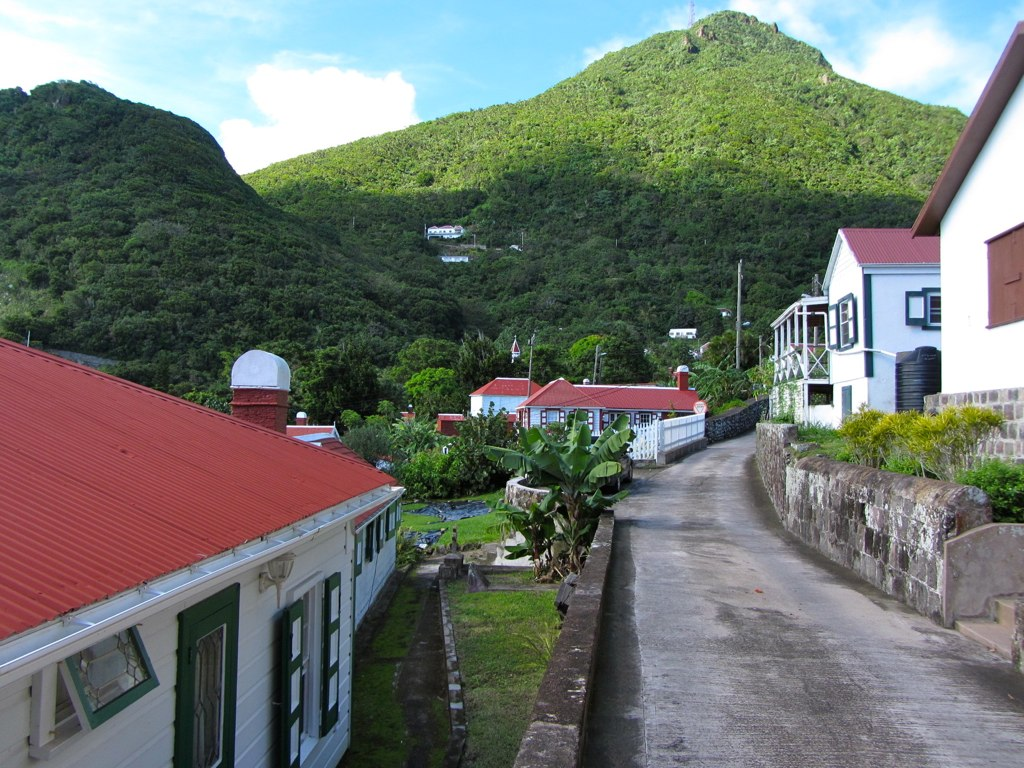
Smalle straten van Windwardside met Mount Scenery

De Sea-to-Scenery race is een jaarlijks hardloopevenement in combinatie met trailrunning op Saba. Het zes-kilometerlange parcours loopt vanaf de kustlijn bij Cove Bay via de dorpen, Hell's Gate en Windwardside, naar de top van de 870 meter hoge Mount Scenery-berg. Door het hoogteverschil tussen start en finish wordt deze race beschouwd als de zwaarste klim in het Koninkrijk der Nederlanden.
Het evenement vindt sinds 2016 plaats in het weekeinde aansluitend op Saba Day. De organisatie is in handen van de Saba Triathlon Foundation. In 2019 was er een recordaantal van 45 deelnemers (ter vergelijking, in 2018 waren er 19 deelnemers).

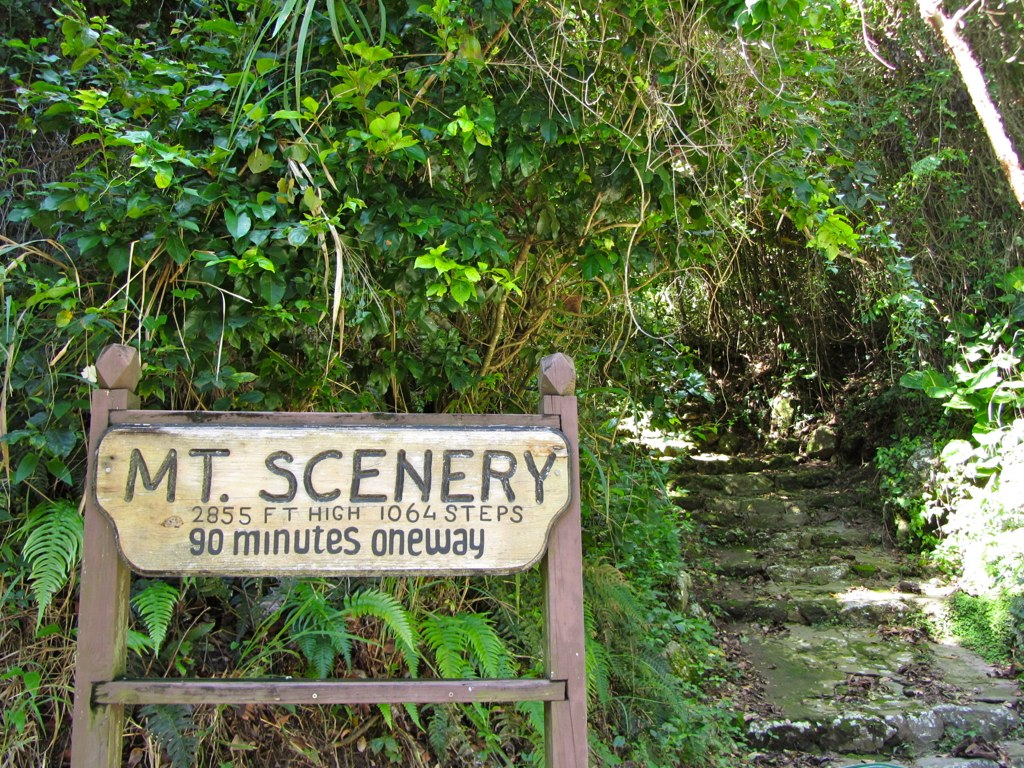
Trail naar de top van Mount Scenery

## Uitslagen
| Jaar | Snelste man    | Land      | Tijd    | Snelste vrouw             | Land      | Tijd    |
| ---- | -------------- | --------- | ------- | ------------------------- | --------- | ------- |
| 2024 | Peter Johnson  | Nederland | 0:56:39 | Laudy Brockhoff           |           | 1:01:18 |
| 2022 | Oliver Klokman | Nederland | 0:57:15 | Claire Nuyens             | Nederland | 1:11:32 |
| 2019 | Chris Berndsen | Nederland | 0:53:29 | Jorien Ripper             | Nederland | 1:10:00 |
| 2018 | Peter Johnson  | Nederland | 0:58:32 | Sue Skibinsky             |           | 1:08:57 |
| 2017 | Alwin Hylkema  | Nederland | 0:55:05 | Sarah van der Horn-Plante | Nederland | 1:04:00 |
| 2016 | Kevin Baldauf  | USA       | 0:51:30 |                           |           |         |